# Cynaeda
Cynaeda é um gênero de mariposa pertencente à família Crambidae.